# Uppu-Aru-Lagune

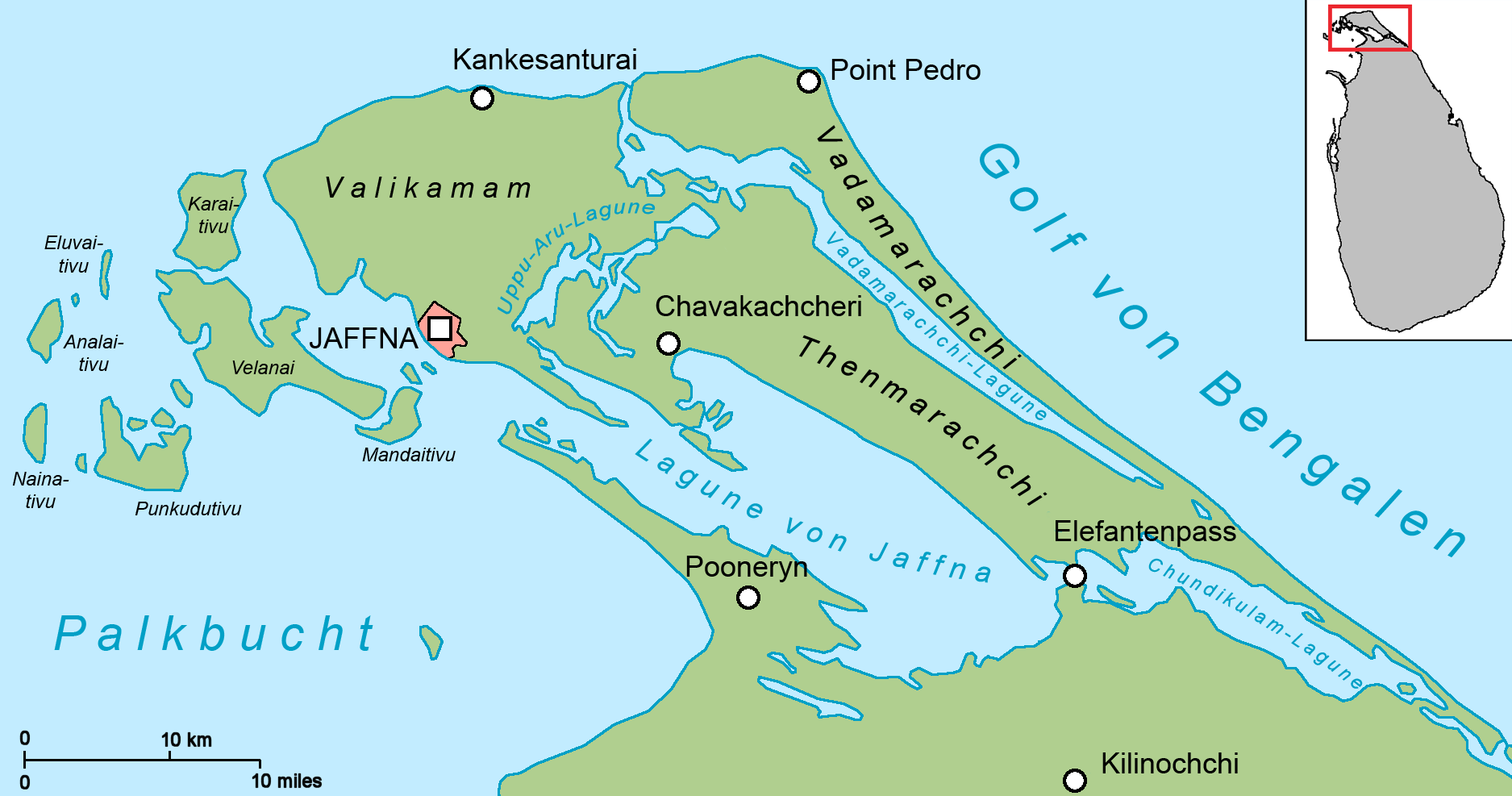
Karte der Jaffna-Halbinsel mit der Uppu-Aru-Lagune

Die Uppu-Aru-Lagune (Tamil: உப்பு ஆறு Uppu Āṟu [ˈupːɯ ˈaːrɯ] „Salzfluss“) ist eine Lagune auf der Jaffna-Halbinsel in der Nordprovinz Sri Lankas.
Die Uppu-Aru-Lagune liegt im Inneren der Jaffna-Halbinsel. Sie trennt die Region Valikamam im Westen von der Region Thenmarachchi im Osten. Im Süden besteht eine Verbindung zur Lagune von Jaffna, im Norden eine zur Vadamarachchi-Lagune. Die Fläche der Uppu-Aru-Lagune beträgt rund 30 Quadratkilometer. Durch einen Straßendamm wird sie in zwei Teile geteilt. Das Wasser ist brackig und erreicht eine Tiefe von maximal drei Metern. Es finden sich ausgedehnte Wattgebiete und Salzwiesen, gesäumt wird die Lagune von Mangroven.
Die Uppu-Aru-Lagune bietet Lebensraum für zahlreiche Wasservögel, darunter den Rosaflamingo. Andere Vogelarten, die im Winter beobachtet werden können, sind die Knäkente, die Spießente, die Löffelente, die Krickente und die Uferschnepfe.